# U.S. Route 30
La U.S. Route 30 o Ruta Federal 30 (abreviada US 30) es una autopista federal ubicada en el estado de Idaho. La autopista inicia en el oeste desde Fruitland hacia el este en la frontera con Wyoming. La autopista tiene una longitud de 668,7 km (415.55 mi).

## Mantenimiento
Al igual que las carreteras estatales, las carreteras interestatales, y el resto de rutas federales, la U.S. Route 30 es administrada y mantenida por el Departamento de Transporte de Idaho por sus siglas en inglés ITD.

## Cruces
La U.S. Route 30 es atravesada principalmente por la  I 86 .